# 毎日がバレンタイン
「毎日がバレンタイン」（まいにちがバレンタイン）は、1980年9月5日に発売された柏原よしえの2枚目のシングル。発売元はフィリップス・レコード。

## 概要
オリコンチャートの最高位は64位、シングル売り上げは2.9万枚を記録し、デビュー・シングルの「No.1」より若干上回っている。公称シングル売上は8万枚を記録。

## 収録曲
- 全曲作詞：阿久悠

1. 毎日がバレンタイン (3分12秒)
作曲：川口真／編曲：木森敏之
2. 100%のかなしみ (3分12秒)
作曲：網倉一也／編曲：飛沢宏元